# Megaprosternum aka
Megaprosternum aka (лат.) — вид ос-бетилид рода Megaprosternum из семейства Bethylidae (Scleroderminae, Chrysidoidea). Афротропика, Центральноафриканская Республика. Видовое название aka происходит от имени племени ака (Aka), кочевого народа пигмеев мбенга, живущего на юго-западе Центральноафриканской Республики.

## Описание
Мелкие и сильно уплощённое осы. Длина тела 1,9 мм. Самки этого вида морфологически сходны с самками Megaprosternum norfolcensis и Megaprosternum cleonarovorum: голова не более 1,20 × длины и ширины, усики с 11 члениками жгутиками, а крылья полностью развиты. Однако у M. aka мезоскутум почти такой же длины, как мезоскутеллум, и мезоскутеллярные ямки присутствуют, тогда как у M. norfolcensis и M. cleonarovorum мезоскутум отчётливо длиннее мезоскутеллума, а мезоскутеллярные ямки отсутствуют. Голова, грудь и брюшко коричневые. Жгутик усика 11-члениковый.

## Систематика
Вид был впервые описан в 2024 году бразильскими энтомологами Wesley D. Colombo & Celso O. Azevedo (Федеральный университет Эспириту-Санту, Витория, Эспириту-Санту, Бразилия). Таксон сходен с видами Megaprosternum norfolcensis и Megaprosternum cleonarovorum.